# Valenciana (película)
Valenciana es una película española de habla valenciana de drama de época de 2024, escrita y dirigida por Jordi Núñez, basada en la obra de teatro homónima de Jordi Casanovas. Está protagonizada por Ángela Cervantes, Tània Fortea y Conchi Espejo. Tuvo su estreno mundial el 22 de junio de 2024 en el festival de Cinema Jove, y tiene previsto su estreno en cines de España para el 18 de octubre de 2024, con distribución de Carácter Films.

## Trama
Tres jóvenes amigas periodistas tratan de encontrar su lugar en una España en constante cambio, la España del progreso y las Olimpiadas. Valèria (Ángela Cervantes) debe superar su adicción a las nuevas drogas sintéticas; Ana (Tània Fortea) tendrá que aceptar trabajar en programas de nueva y truculenta telerrealidad; y Encarna (Conchi Espejo) entrará a formar parte de un agresivo equipo de comunicación de partido.

## Reparto
- Ángela Cervantes como Valèria
- Tània Fortea como Ana
- Conchi Espejo como Encarna
- Fernando Guallar como Ricardo
- Sandra Cervera
- Jorge Silvestre como Kiko
- Amparo Fernández
- Jaime Linares
- José Manuel Casany

## Producción
En mayo de 2024, se anunció que había comenzado el rodaje de una adaptación a cine de la obra de teatro Valenciana de Jordi Casanovas, bajo la dirección de Jordi Núñez y con Ángela Cervantes, Tània Fortea y Conchi Espejo como protagonistas. El rodaje de la película tuvo lugar a lo largo de junio de 2023 en Valencia y Mallorca.
El grupo musical Blackpanda compuso e interpretó la canción "Reality Is Not Enough", la cual fue coescrita por Núñez y Casanovas, para la película.

## Lanzamiento y marketing
Valenciana tuvo su estreno mundial el 22 de junio de 2024 en el festival de cine Cinema Jove. Cuatro días después, el 26 de junio de 2024, Carácter Films lanzó el tráiler de la película. En julio de 2024, Carácter Films programó el estreno comercial en cines de la película para el 18 de octubre de 2024.